# Axel Nordgren

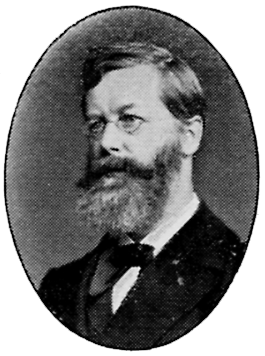
Axel Nordgren

Axel Wilhelm Nordgren (* 5. Dezember 1828 in Stockholm; † 12. Februar 1888 in Düsseldorf) war ein schwedisch-deutscher Porträt- und Landschaftsmaler der Düsseldorfer Schule.

## Leben
Nordgren war Sohn des Porträtmalers Carl Vilhelm Nordgren (1804–1857) und der Johanna Amalia Rantell. Nach einem Studium an der Königlichen Kunstakademie Stockholm reiste Nordgren mit einem Stipendium des schwedischen Kronprinzen Karl nach Düsseldorf, wo er ab 1851 an der Kunstakademie Düsseldorf eingeschrieben war. Dort unterrichteten ihn Andreas Achenbach und vor allem der norwegische Landschaftsmaler Hans Fredrik Gude. 1857 heiratete er Anna Mariane Natalie Lochen (1832–1921). Eng befreundet war Nordgren mit dem norwegischen Maler Morten Müller, mit dem er – oft in Begleitung von Gude – in den Sommermonaten Studienreisen nach Norwegen unternahm. Auch bereiste er Finnland. Von 1857 bis zu seinem Tod im Jahr 1888 war Nordgren Mitglied des Künstlervereins Malkasten. In Düsseldorf, wo er an seinem Lebensende in der Rosenstraße 50 im Stadtteil Pempelfort wohnte, wirkte Nordgren als freischaffender Maler. 1871 hielt er sich in den Niederlanden auf. In den 1870er Jahren bereiste er zusammen mit Gustaf Rydberg Küsten in Schonen (Südschweden). Zu seinen Privatschülern zählte Arvid Ahlberg. Medaillen erhielt Nordgren auf Kunstausstellungen in Lyon (1870) und Wien (1873). Über seinen Nachlass wurde kurz nach seinem Tod das Konkursverfahren eröffnet. Im April 1888 wurde der Nachlass versteigert.

## Werke (Auswahl)

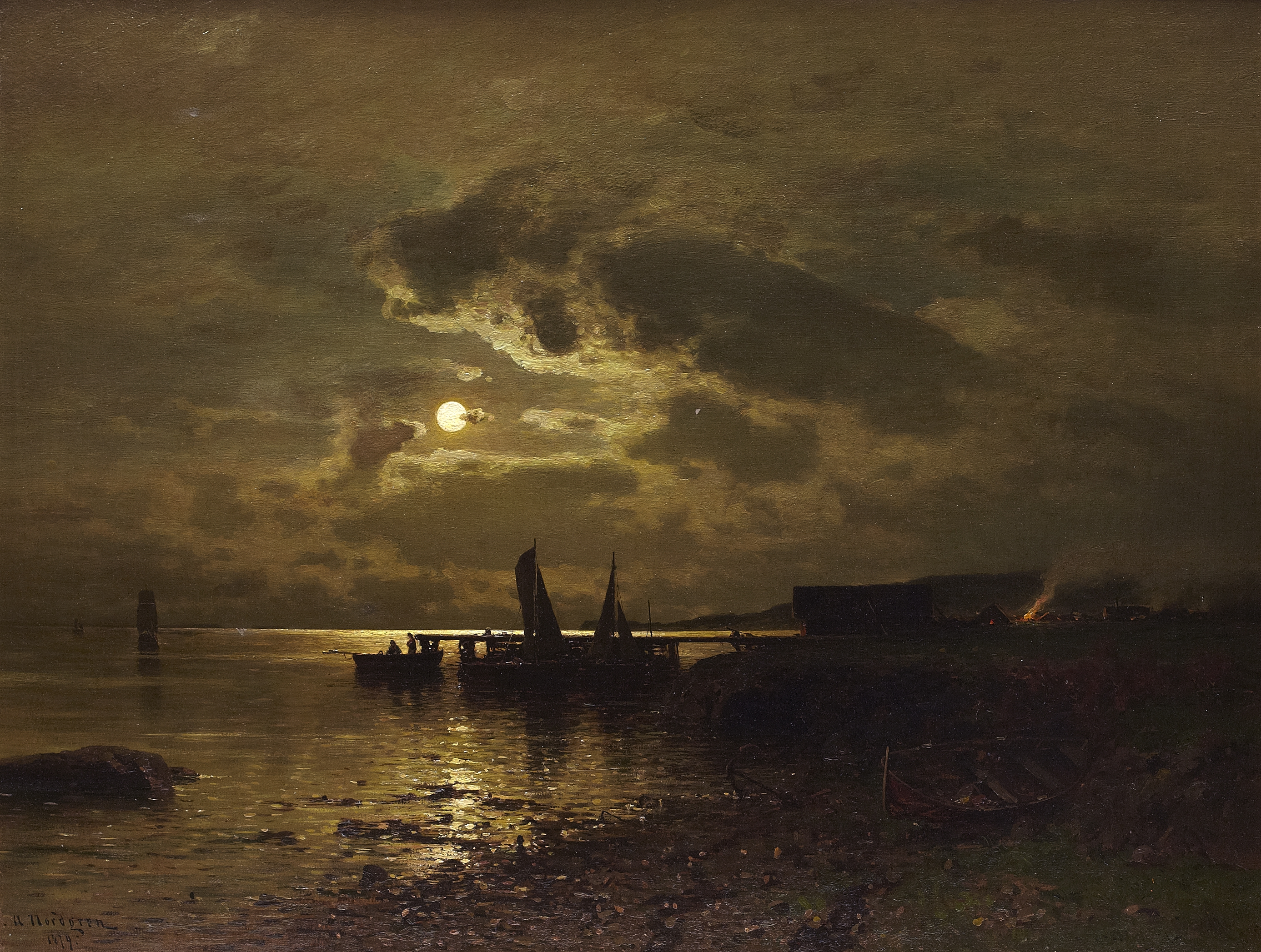
Fischerdorf im Mondschein, vor 1879

Nordgren malte fast ausschließlich Landschaften, oft raue, karge Küsten- und Gebirgslandschaften in melancholischer Atmosphäre, häufig im Mondlicht.
- Landschaft in Westfalen, 1856, Vänerborgs Museum
- Porträt der Königin Joséphine von Schweden und Norwegen, um 1858
- Nordische Küstenlandschaft, 1866, Schwedisches Nationalmuseum
- Küstenlandschaften, 1868, Göteborg Museum
- Herbstlandschaft, 1870, Schwedisches Nationalmuseum
- Nordische Landschaft mit Rentieren, um 1870, Museum Kunstpalast[5]
- Fischerdorf im Mondschein, vor 1879
- Küstenlandschaft, Schwedisches Nationalmuseum
- Winterdämmerung, Galerie Neue Meister, Dresden